# Federazione Italiana Giuoco Handball
La Federazione Italiana Giuoco Handball (FIGH) è associazione riconosciuta, con personalità giuridica, federata al Comitato Olimpico Nazionale Italiano e unica accreditata allo scopo di promuovere in Italia il gioco della pallamano e del Beach handball. È affiliata inoltre alla International Handball Federation (IHF) e alla European Handball Federation (EHF).

## Storia
Gli inizi della pallamano in Italia sono legati al pionierismo di Aurelio Chiappero che, a Pavia, promosse l'attività agonistica del Gruppo italiano pallamano in due riprese, prima nel 1940 e poi subito dopo il 1945.
Fu Chiappero, prima che la carenza di fondi portasse alla paralisi del gruppo nel 1947, a rappresentare la Federazione Pallamano "non ancora affiliata al CONI" che prese parte, solo con voto consultivo, al primo Congresso elettivo del CONI del 27 luglio 1946.
La ripresa avvenne nella metà degli anni Sessanta quando lo sport cominciò a essere introdotto nelle scuole, e quando, spinto dall’ammissione della disciplina nel novero degli sport olimpici, il CONI istituì un comitato promotore che ebbe come presidente Eugenio Enrile, ispettore al ministero della Pubblica Istruzione, e come segretario Chiappero. Il 20 dicembre 1969 Mario Costantini firmò l'atto costitutivo della FIGH (Federazione Italiana Giuoco Handball) e il 6 febbraio 1971 nell'Assemblea elettiva di Roma ne diventò il primo presidente.
Avuta la qualifica di "sport riconosciuto" il 22 dicembre 1971, la FIGH entrò a far parte del CONI con la qualifica di "aderente" il 19 dicembre 1974, diventando "effettiva" nel corso del 57° C.N. del 22 febbraio 1979.

## Presidenti
- 1967 - 1968 Eugenio Enrile[2]
- 1969 - 1972 Mario Costantini
- 1972 - 1976 Eugenio Marinello
- 1976 - 1991 Concetto Lo Bello[3]
- 1991 - 1994 Ralf Dejaco[4]
- 1994 - 1997 Piero Jaci
- 1997 - 2017 Francesco Purromuto
- 2017 - 2023 Pasquale Loria
- 2023 - 2024 Francesca Macioce[5]
- 2024 - Stefano Podini

## Segretari
- 1969 - 1973 Aurelio Chiappero
- 1974 - 1980 Giuseppe Gentile
- 1981 - 1982 Franco Bimbi
- 1982 - 1984 Tiziano Petracca
- 1984 - 1993 Pier Luigi Gatti
- 1993 - 1996 Alessandro Rossi
- 1996 - 1997 Giuseppe Gentile
- 1997 - 1998 Sandro Rossi
- 1998 - 1999 Umberto Desideri
- 1999 - 2000 Nicola Bozzi
- 2002 - 2023 Adriano Ruocco

## Organigramma
Di seguito la composizione, aggiornata a giugno 2024, degli organi direttivi centrali della federazione:
- Presidente: Stefano Podini
- Vice presidente vicario: Massimiliano Bardini
- Vice presidente: Flavio Bientesi
- Consiglieri federali:

Paolo Baresi
Rosita Cangiano
Giovanni D'Urso
Vincenza Fanelli
Onofrio Fiorino
Katia Soglietti
Giovanni Sorrenti
Lionello Teofile
- Presidente del collegio revisori dei conti: Luigi Maria Bruschetti Battibocca
- Collegio revisori dei conti:

Paolo Spernanzoni
Paola Scialanga

## Progetti federali
Tra i vari progetti che la Federazioni ha avviato negli ultimi anni, sono da segnalare le squadre federali Esercito-FIGH Futura Roma e Campus Italia. 
L'Esercito-FIGH Futura Roma è stato un club di pallamano femminile fondato nel 2011 e gestito dalla FIGH, con lo scopo di far crescere le giovani promesse italiane per puntare alla qualificazione della Nazionale ai giochi olimpici di Rio 2016. Una volta sfumato l'obiettivo, la squadra viene sciolta.
Il progetto Campus Italia invece, partito nel 2021, raggruppa atleti Under-17 e li fa partecipare al campionato di Serie A2, con lo scopo di rafforzare e forgiare nuovi talenti, anche in ottica Nazionale di categoria. Per la stagione 2022-23 è stato ammesso in Serie A Gold.
Inoltre, la FIGH si è dotata di un centro federale chiamato Casa della pallamano, sito al Pala Santa Filomena di Chieti.

## Competizioni
- Campionato italiano di pallamano maschile
- Campionato italiano di pallamano femminile
- Coppa Italia (pallamano maschile)
- Coppa Italia (pallamano femminile)
- Supercoppa italiana (pallamano maschile)
- Supercoppa italiana (pallamano femminile)
- Campionato italiano di beach handball

## Sponsor tecnico
Lo sponsor tecnico della Federazione è l'azienda tedesca Uhlsport: essa fornisce il materiale tecnico alle nazionali maggiori e giovanili tramite il brand Kempa.